# Project 1204
Project 1204 avec le nom de code « Schmel » (« Шмель » en russe pour « Bourdon ») est une classe de petites canonnières qui a été développée pendant la guerre froide comme navire de patrouille côtière et fluviale pour la marine soviétique.
Entre 1967 et 1972, 118 bateaux ont été construits par trois chantiers navals. Ils ont été utilisés par l'Union soviétique et ses États successeurs. Une cinquantaine d'entre eux avaient pris leur retraite en 2008. Beaucoup sont encore exploités par la fédération de Russie aujourd'hui.
Ces bateaux sont destinés à patrouiller sur les rivières et les lacs, à engager des navires fluviaux et les canonnières ennemies, à assister les troupes au sol par des tirs d'artillerie et de mitrailleuses, à transporter du personnel armé lors de la traversée de rivières et à mener des actions dans les bassins fluviaux et les zones côtières à faible profondeur,.

## Origine du projet
Le 15 mars 1965, le commandement de la marine soviétique et le ministère de l'industrie de la construction navale de l'URSS ont approuvé conjointement la spécification tactique et technique pour la conception d'une canonnière d'artillerie fluviale du projet 1204. La conception de la nouvelle canonnière d'artillerie a été confiée au Bureau central de conception maritime Almaz (en Russe : « Центральное морское конструкторское бюро Алмаз »), avec à sa tête Yuli Yulievich Benua (Юлий Юльевич Бенуа).
Le design choisi fut validé à la fin de l'année 1965, et en 1966, après la mort du concepteur principal, le projet 1204 fut repris par le concepteur Leonid Vasilievich Ozimov (Озимов Леонид Васильевич).

## Caractéristiques techniques

### Coque
La coque en acier du « Bourdon », longue de 27 mètres à la ligne de flottaison et au maître-bau de 4 mètres est à pont lisse, contrairement à son prédécesseur, le project 191M. Le pont est blindé en acier de 10 mm sur les côtés et 15 mm sur le côté avant et les fenêtres du poste de pilotage peuvent être fermées avec des protections blindées. La tourelle sur le pont avant est blindée à 15 mm. Cependant, les bateaux ne sont protégés que contre les tirs d'armes d'infanterie de 7,62 mm à une distance de 100 mètres ou plus.
Prévus pour naviguer en eaux peu profondes, fluviales ou littorales, le navire a un tirant d'eau de moins d'un mètre (environ 80 cm).
La coque est divisée par des cloisons en 11 compartiments étanches, avec un équipage permanent de 14 membres.
Division en compartiments :
- Compartiment de proue (jusqu'à la 4ème membrure) ;

- Compartiment des sous-officiers (Michman, en Russe : мичман, [ˈmʲit͡ɕmən]) (de la 4ème à la 9ème membrure) ;

- Compartiment d'artillerie avant (de la 9ème à la 12ème membrure) ;
- Compartiment d'équipage (de la 12ème à la 17ème membrure) ;
- Compartiment de commandement et de radio (de la 17ème à la 21ème membrure et demie) ;
- Compartiment d'équipage (de la 21ème ½ à la 25ème membrure et demie) ;
- Compartiment du poste de commande des moteurs (de la 25ème ½ à la 29ème membrure et demie) ;
- Compartiment moteur (de la 29ème ½ à la 41ème membrure) ;
- Compartiment arrière (de la 41ème à la 44ème membrure) ;
- Cambuse (de la 44ème à la 48ème membrure) ;
- Compartiment de poupe (48ème membrure)[3].

Les bâtiments de la classe sont également censés pouvoir être utilisés dans des régions reculées pendant longtemps et offrent à l'équipage plus de confort que dans les canonnières classiques ; les logements de l'équipage, situés à l'avant du navire, sont ventilés et chauffés. Les réserves de nourriture en charge et fonctionnement normaux sont prévues pour durer une semaine.

### Propulsion et autonomie
La propulsion principale sur les deux arbres est assurée par deux moteurs diesel « M-50F » , générant chacun une puissance sur arbre de 1 200 ch, et donnant au navire une vitesse maximale de 24 nœuds (44,4 km/h).
Le système électrique du navire est généré par deux générateurs diesel automatisés « DGA-25-9 », pour une tension de 280 volts chacun et d'une capacité de 25 kWh.
Le refroidissement des moteurs se fait par le biais de l'eau sur laquelle le bâtiment navigue.
Le « Bourdon » embarque 4,8 tonnes de carburant et 300 kg d'huile, lui assurant une autonomie d'environ 240 milles marins (400 km) à 20 nœuds.

### Communications
Les navires de la classe sont équipés de radars navals de type « Donets-2 » (« Донец »-2), et « Lotsiya » (« Лоция »).
Les installations d'observation optique ont été complétées par un équipement de vision nocturne électro-optique ME5.

### Équipement de navigation
Le « Bourdon » est doté d'un sonar (NE5 - NEL7).
Le navire est également doté d'un projecteur maritime « K-35-3TM », utilisé pour la navigation comme pour la signalisation. Le projecteur se compose d'une lanterne, d'une fourche rotative et d'une base pour le montage du projecteur sur le site. A l'intérieur du corps de la lanterne se trouvent un réflecteur en verre, un dispositif de focalisation avec une cartouche et une lampe et un interrupteur. Pour l'éclairage de navigation, un cadre de verre bombé (faisceau étroit) ou avec diffuseur (faisceau large) est fixé au corps par des fermetures à charnière ; pour la signalisation lumineuse, est attaché le cadre de verre bombé, ainsi que des persiennes, permettant d'émettre un faisceau lumineux par intervalles rapides. Pour éviter la dégradation du matériel lorsque celui-ci n'est pas utilisé, un couvercle de protection est installé sur le cadre. Le projecteur K-35-3 est raccordé à l'alimentation générale du navire par un câble à trois brins. La durée de vie de l'illuminateur est de 6 ans.
Sont également montés sur le bateau un gyrocompas « Gradus-2 », conçu pour fournir au timonier le cap ou l'azimut du navire, ainsi qu'un compas magnétique "KT-M3m".

### Armement

#### Canon principal

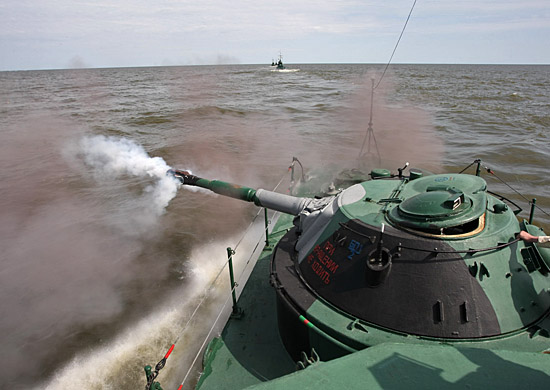
Canon de 76.2 mm

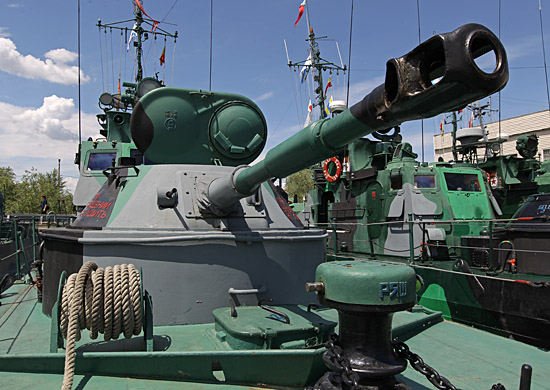
Vue avant de la tourelle de proue

La classe Project 1204 devait à l'origine être équipée du canon à âme lisse de 90 mm utilisé par les chars amphibies de type Object 906 (PT-85) ; cependant, il fut décidé en cours de conception de se diriger plutôt vers les tourelles utilisées par les chars légers PT-76 B avec un canon stabilisé de 76,2 mm.
La tourelle du char PT-76B est constituée d'un blindage en tôle de forme tronconique. A l'avant de la tourelle se trouve une embrasure de canon rectangulaire protégée par un masque de blindage ; à gauche de l'embrasure du canon (dans l'axe de la poupe et du front) dans le cadre se situe un port de visée protégé par un blindage, et, sur le côté droit se trouve une embrasure abritant une mitrailleuse coaxiale de 7,62mm. Sur le côté gauche de la tourelle se trouve une coupelle blindée soudée pour la base de l'antenne. Un capot de ventilateur blindé est soudé à l'arrière de la tourelle. A gauche de celui-ci se trouve un trou pour le câblage de l'appareil TPU du commandant de la troupe. Quatre crochets sont soudés à l'extérieur des plaques de blindage de la tourelle pour permettre de la saisir avec une grue, afin de procéder à son installation ou à son retrait. L'accès à la tourelle se fait par une trappe sur son toit, protégée par une trappe blindée. Sur le couvercle de l'écoutille, sur un roulement à billes, se trouve une tourelle rotative du commandant avec deux dispositifs d'observation sans grossissement et un à grossissement quintuple. Le roulement à billes de la tourelle est un roulement à billes radial, dont les jantes sont les épaulettes de la tourelle. La rotation se fait soit par moteur électrique, soit manuellement.

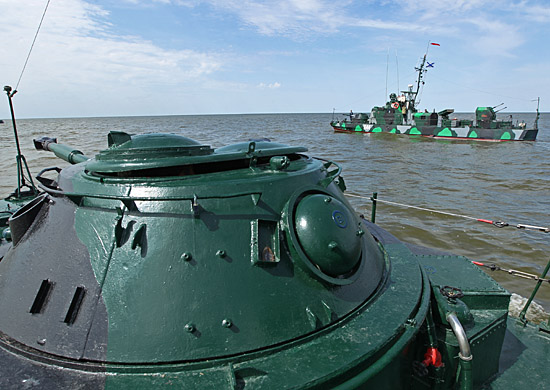
Vue arrière de la tourelle

La visée se fait sur instructions du commandant de la tourelle à l'aide d'un système d'observation télescopique, ou en vision directe. Le canon est orienté verticalement et horizontalement soit manuellement, soit, avec le stabilisateur activé, au moyen de la console de commande des commandes électriques. Le commandant la tourelle reçoit ses instructions du capitaine du navire depuis le rouf via un interphone.
Le canon principal est un D-56TS de 76,2 mm équipé d'un évacuateur d'âme et d'un stabilisateur de tir STP-2P « Zarya ». Le système de mise à feu électrique du canon D-56TS comporte également des sécurités pour empêcher un tir prématuré si le verrou n'est pas complètement fermé, ainsi qu'un dispositif de verrouillage automatique dans le système de stabilisation, qui désactive le système de mise à feu électrique lorsque la mitrailleuse et le canon sont dirigés vers des secteurs dangereux (en direction de la superstructure du navire notamment). La cadence de tir du canon peut atteindre 10 coups/min, et environ 7 coups/min en visée.
La barbette de la tourelle était régulièrement utilisée pour attacher les treuils en cas de remorquage du navire, constituant un point d'accroche plus solide que le crochet prévu à cet effet.

#### Lance-roquettes

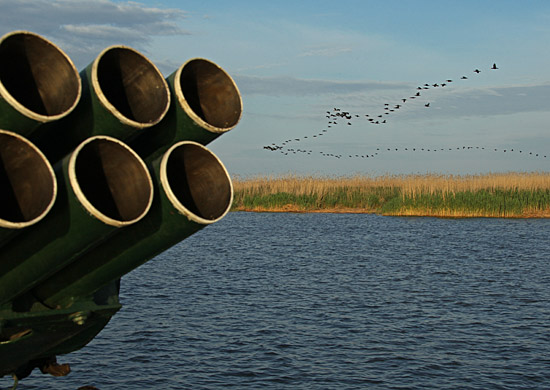
Vue rapprochée du lance-roquette central

Au centre du navire se trouve un lance-roquettes multiple BM-14 rotatif de 140 mm avec 17 tubes de 1100 mm de long, placés en deux rangés de 9 (supérieure) et 8 (inférieure) respectivement, pour lequel une réserve de 34 roquettes est prévue, rangées principalement sur le pont du navire. Le lanceur doit être rechargé à la main ; n'étant pas stabilisé, il ne peut tirer que lorsque le bâtiment est à l'arrêt.
Durant la conception du navire, il fut un temps envisagé de l'équiper de systèmes de missiles anti-chars Malioutka 9M14 ; cependant, ces derniers devaient être guidés manuellement par l'opérateur jusqu'à leur cible, un système peu optimal depuis un navire en mouvement, et l'idée fut abandonnée.
Les mouvements du navire ont également mené à l'abandon de l'installation d'un système de mortier de 120 mm.Cependant, certains bateaux furent convertis au cours de leur service pour transporter jusqu'à quatre lance-grenades BP30 de 30 mm pour le soutien de l'infanterie

#### Mitrailleuse arrière

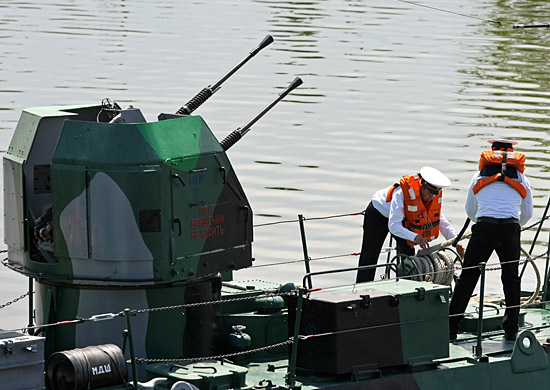
Tourelle arrière ZPU 2M-3

À l'arrière du bâtiment se trouve une tourelle ZPU 2M-3 équipée de deux mitrailleuses de 25 mm, dédiée à l'autodéfense, et à la défense anti-aérienne.

#### Mines déployables
Les bateaux étaient équipés à la poupe de rails de drainage, permettant le déploiement de jusqu'à 10 petites mines à choc électrique de type YAM (1943) ou jusqu'à 4 petites mines de fond de type IGDM-500 (1957).

## Construction
En 1967, après que le premier navire de la classe fut construit au chantier naval « Zaliv » (en Russe, « Залив ») à Kertch, la production à grande échelle du Bourdon a pu commencer. Les bâtiments étaient également produits à Mykolaïv et à Leningrad (Association de production "Almaz"). Au total, de 1967 à 1972, les trois chantiers navals ont construit les 118 navires de la classe. Parmi ceux-ci, 56 bateaux furent alloués à la marine de l'URSS, 10 à la flotte de la Baltique, 30 à la flotte du Pacifique et 16 à la flotte de la mer Noire, tandis que 62 furent mobilisés par différentes unités navales des troupes frontalières du KGB.

## Modernisation
Différentes modifications et modernisations ont eu lieu depuis la mise en service des navires. Le support de mitrailleuse 2M-6 a été remplacé par le support de canon de 25 mm à double alimentation 2M-3, et, au milieu des années 1970, certains bateaux furent équipés d'une casemate au milieu de la coque, permettant l'installation de meurtrières pour quatre lance-grenades de 30 mm Bp-30 ; deux lanceurs pour le système de missiles anti-aériens portables 9K32 Strela-2 (huit missiles) furent ajoutés à l'équipement anti-aérien du bateau, faisant atteindre aux navires un déplacement total de 77,4 tonnes. Certains navires furent enfin équipés de supports pouvant accueillir le lance-grenades « Ogonyok » (« Огонёк »).

## Galerie

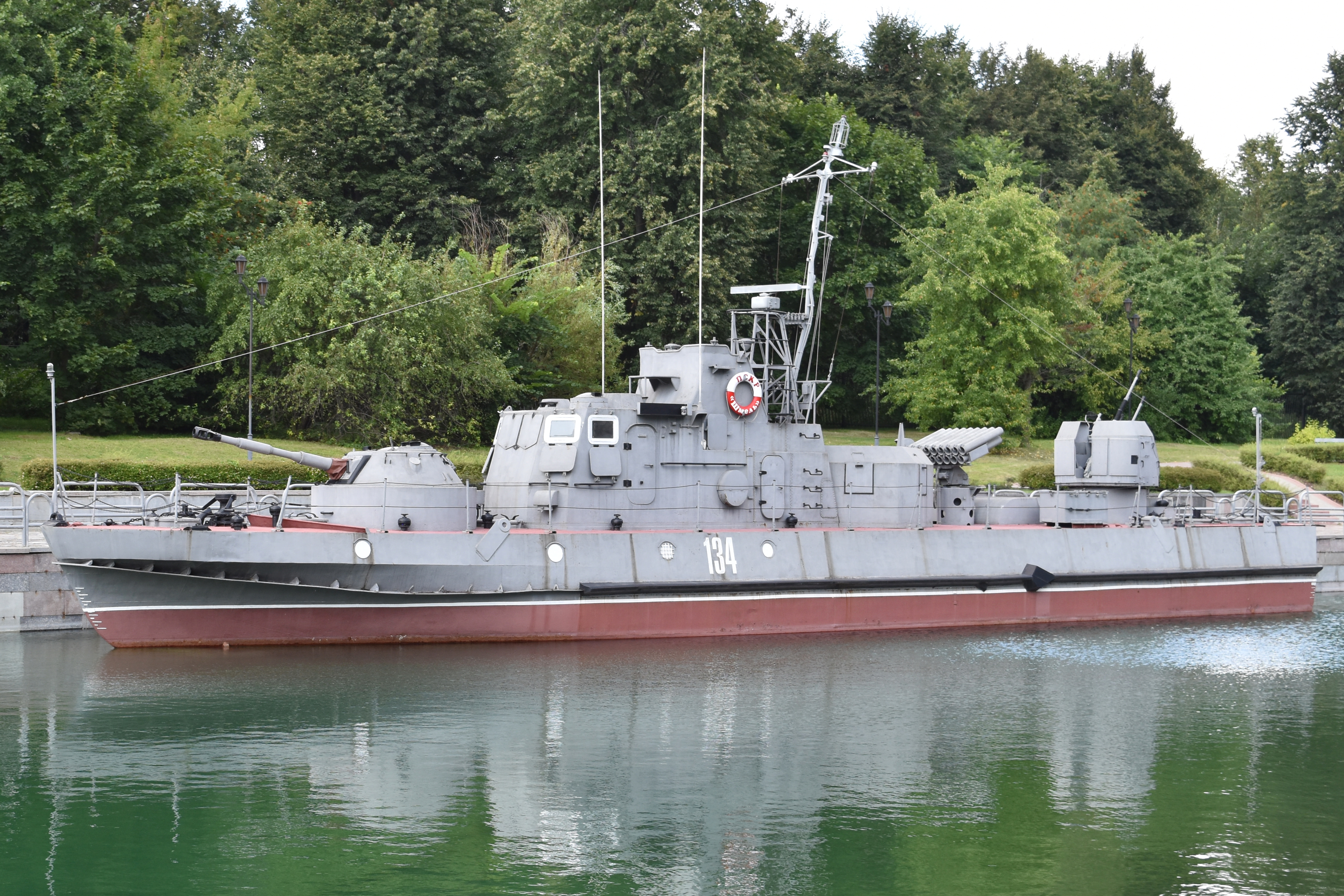
Project 1204
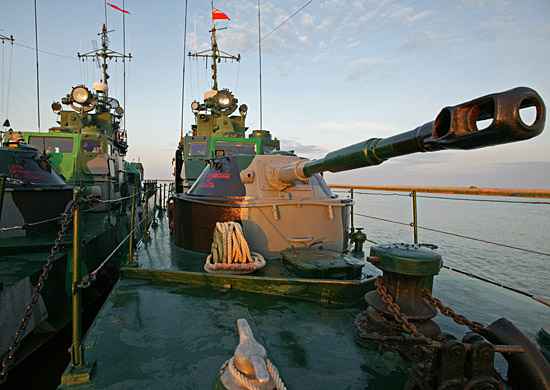
Canon de 76.2 mm
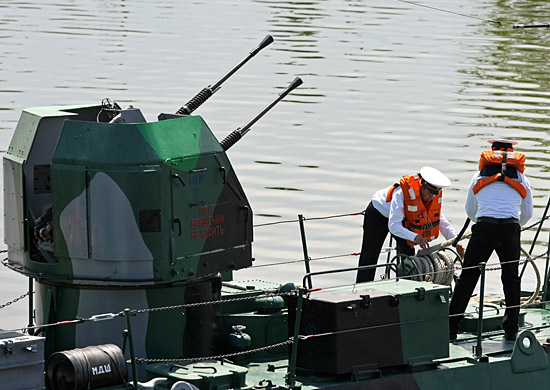
Mitrailleuses de 40 mm
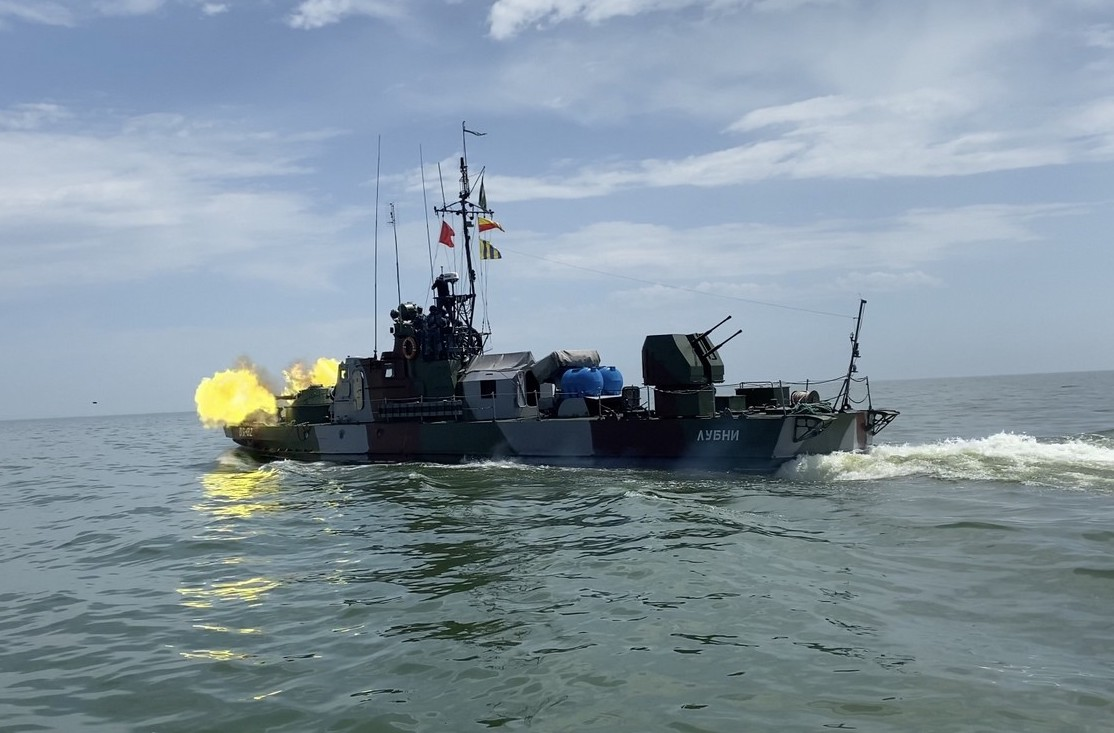
Garde maritime ukrainienne